# Діана Гаджиєва
Діа́на Гаджи́єва (азерб. Diana Hacıyeva; 13 червня 1989), відома під псевдонімом Діхадж (англ. Dihaj) — азербайджанська співачка лезгинського походження, авторка пісень, композиторка та диригентка. 2017 року представляла Азербайджан на Євробаченні 2017 у Києві, Україна.

## Біографія
Діана Гаджиєва народилася 13 червня 1989 року в Маріуполі. Почала співати в гурті Рауфа Бабаєва «Bəribax», учасницею якої була протягом 10 років. Закінчила Бакинську музичну академію за класом хорового диригування. Так само брала уроки в Інституті сучасного виконання в Англії, де почала випускати власні пісні в жанрі експериментальної музики. Гаджиєва співала у складі Бакинського джазового оркестру, була солісткою гурту «Beatheaven».
Після закінчення навчання заснувала власний проєкт «Dihaj», учасниками якого, окрім неї, були барабанщик Алі та гітарист Анар. Проєкт випустив пісню «I Break Again» з азербайджанським співаком Ісфаром Сарабським, а так само cover-версію пісні «Gecələr keçir» азербайджанської співачки Айгюн Казімової. 
2011 року Гаджиєва брала участь у національному відборі Азербайджану на Пісенний конкурс Євробачення 2011.
5 грудня 2016 року, під час засідання організаційного комітету Євробачення в Азербайджані було оголошено, що співачка Діана Гаджиєва під псевдонімом Дігадж представила Азербайджан на Пісенному конкурсі Євробачення 2017 в Києві, Україна. Так само було оголошено, що конкурсна пісня буде представлена пізніше. За підсумками фінального голосування посіла 14 місце.
Одружена з музикантом Алі Насіровим. Подружжя виховує доньку Савару.